# Injektormengenabgleich

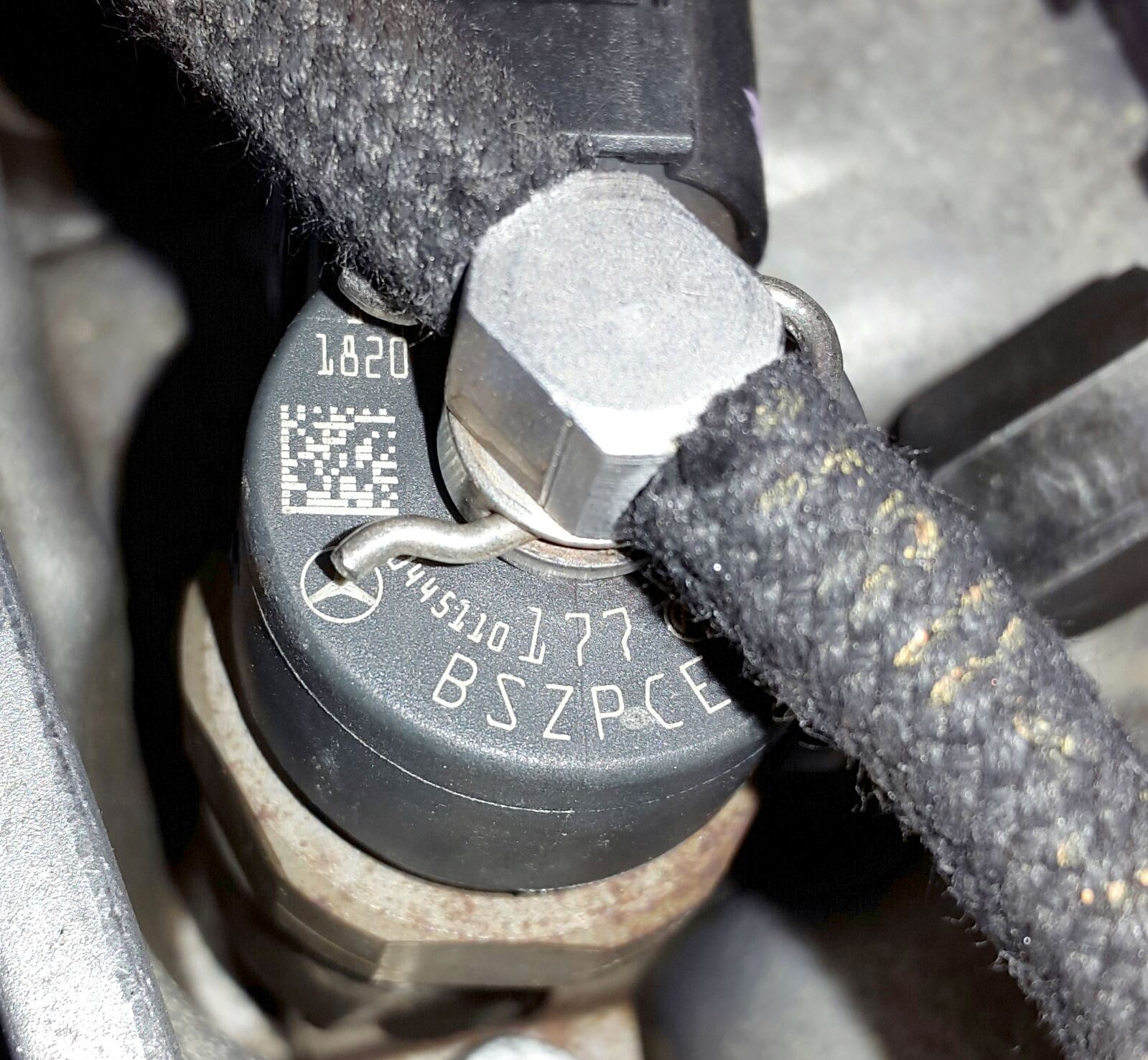
Einspritzdüse (Hersteller: Bosch) eines Dieselmotors in eingebautem Zustand, mit aufgedrucktem, 6-stelligen IMA Code

Der Injektormengenabgleich (IMA)  ist ein Verfahren zur genauen Bestimmung des mengenmäßigen Einspritzverhaltens eines Injektors. 
Insbesondere zur Einhaltung der hohen Anforderungen an die Abgaswerte moderner Dieselmotoren ist eine genaue Dosierung des Kraftstoffes zur Steuerung des Verbrennungsvorgangs sehr wichtig.
Unmittelbar nach der Produktion wird die Einspritzmenge der einzelnen Injektoren bestimmt, da diese, trotz minimaler Fertigungstoleranzen, leicht von Injektor zu Injektor variiert und somit zu Abweichungen beim Mengendurchsatz führt. Das charakteristische Verhalten wird in einem sechs bis siebenstelligen IMA-Code abgelegt, der auf dem Injektor gespeichert oder gedruckt wird. Vor der Verwendung eines solchen Injektors muss dem Motorsteuergerät mitgeteilt werden, welcher IMA-Code an welchem Zylinder verbaut wurde. Das Steuergerät berücksichtigt diese Werte anschließend zur individuellen Ansteuerung. 
Zusammen mit der Nullmengenkalibrierung legte der IMA-Code die Grundlage zur exakten Steuerung des Einspritzvorgangs.
Falsche Codierungen (auf dem Injektor oder im Steuergerät) können neben schlechteren Abgaswerten auch zu einem unrunden Motorlauf führen. Bei der Reinigung IMA-codierter Injektoren ist deshalb unbedingt die Einbaureihenfolge zu beachten oder das Steuergerät neu zu codieren.
Der IMA-Code ist bei EURO4 Motoren 6-stellig, bei EURO5-Motoren 7-stellig.